# 丹尼尔·桑托斯
丹尼尔·桑托斯·培尼亚（西班牙語：Daniel Santos Peña，1975年10月10日—），波多黎各男子拳击运动员。他曾代表波多黎各参加1996年夏季奥林匹克运动会拳击比赛，获得一枚铜牌。